# Толстопятов, Василий Васильевич
Василий Васильевич Толстопятов(17 сентября 1973, станица Новопластуновская, Краснодарский край) — депутат Государственной Думы пятого и шестого созыва. Кандидат юридических наук.

## Биография
Родился 17 сентября 1973 года в станице Новопластуновская Краснодарского края.
С 2007 года депутат Государственной Думы пятого созыва. Член фракции «Единая Россия». Член комитета по бюджету и налогам..
С 4 декабря 2011 по 14 февраля 2013 года депутат Государственной Думы.
С мая 2013 года, член правления «Газпром газомоторное топливо».
С декабря 2014 Заместитель начальника Департамента по работе с органами власти Российской Федерации ОАО «Газпром».